# Southburgh
Southburgh eller Southbergh är en by i civil parish Cranworth, i distriktet Breckland, i grevskapet Norfolk i England. Byn är belägen 8 km från Dereham. Southburgh var en civil parish fram till 1935 när blev den en del av Cranworth. Civil parish hade 167 invånare år 1931. Byn nämndes i Domedagsboken (Domesday Book) år 1086, och kallades då Berc(h)/Burc.